# Thomas-theorema
Het Thomas-theorema of de Thomas-regel is een fundamenteel begrip uit de sociologie dat weergeeft dat wanneer mensen situaties als werkelijk definiëren, die situaties werkelijke gevolgen hebben. De definitie van de situatie is dus van invloed op het handelen. Deze gedachte is afgeleid uit studie van de Amerikaanse socioloog William Thomas The child in America: Behavior problems and programs (1928), waarin de beroemde zin "If men define situations as real, they are real in their consequences." (p. 572) verscheen.
Dit principe ligt (onder andere) ten grondslag aan de zichzelf waarmakende voorspelling waarbij het doen van de voorspelling alleen al de voorspelling uit laat komen. Het tegenovergestelde is ook mogelijk en wordt de zelfweerleggende voorspelling genoemd.